# Priëne

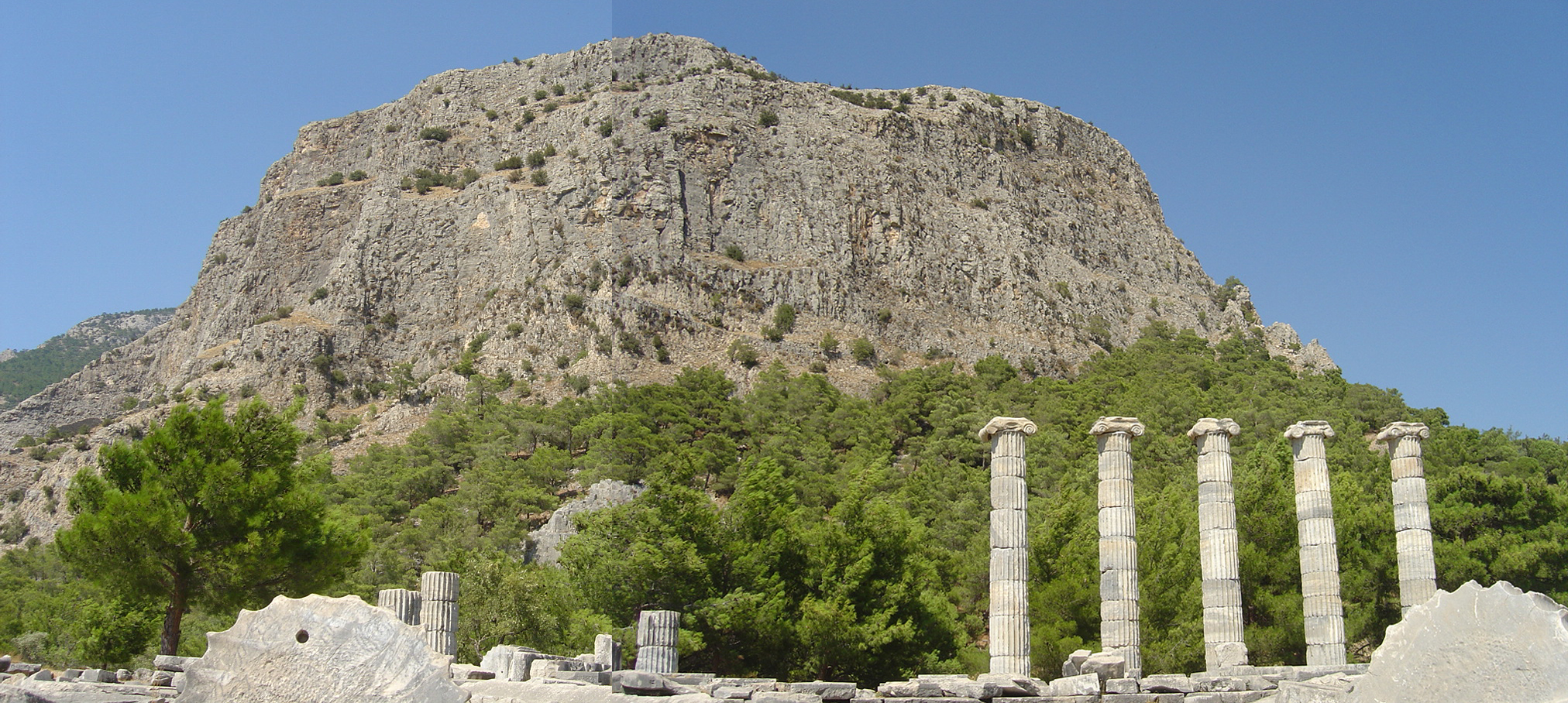
Tempel van Athene te Priëne, met op de achtergrond de berg waar de Akropolis zich bevindt.

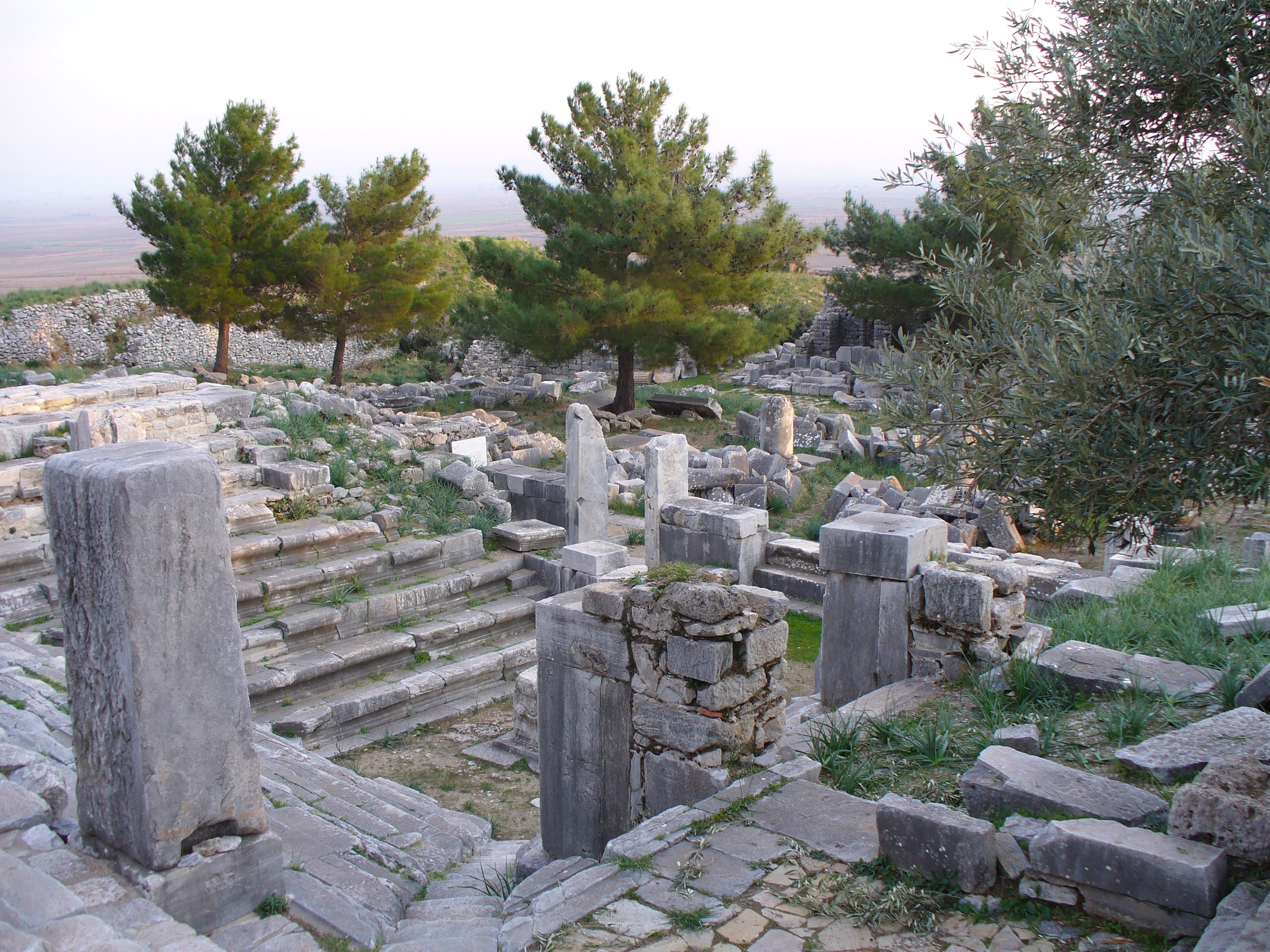
Het Bouleterion van Priëne

Priëne (Grieks: Πριήνη) was een stad in Klein-Azië, het huidige Turkije.

## Geschiedenis
Oorspronkelijk was Priëne een Karische stad die door Grieken (Ioniërs en Thebanen) werd ingenomen. Priëne was lid van de in de 8e eeuw gestichte Panionion (ook wel de Ionische Twaalfstedenbond genoemd) en werd na de vernietiging van de stad Melia, beschermmacht van het Panionion, het centrale heiligdom van de Ionische Twaalfstedenbond. Priëne wordt voor het eerst genoemd in samenhang met de invallen van Cimmeriërs, die de gehele regio plunderden en Frygië en bijna ook Lydië vernietigden. Tot in de 2e eeuw v.Chr. was Priëne bovendien in een strijd verwikkeld met Samos om vruchtbaar land, ten noorden van de bergstreek Mycale. 
Rond 645 v.Chr. raakte Priëne onder de heerschappij van de Lydiërs. In het begin van 6e eeuw leefde Bias van Priëne, een beroemde wetgever en een van de Zeven Wijzen, in Priëne. Bij de Perzische verovering in 545 v.Chr. van Priëne en de nabijgelegen stad Magnesia, worden de beide steden vernietigd en de bewoners verkocht als slaaf. De omvang van de vernietiging is waarschijnlijk niet zo groot, omdat Priëne spoedig daarna belastingplichtig wordt aan de Perzen. Priëne nam deel aan de Ionische Opstand, droeg twaalf schepen bij aan de slag bij Lade in 494 v.Chr. en werd met de andere Ionische steden na de nederlaag vernietigd. Na de Perzische oorlogen werd Priëne lid van de Delische Bond en herstelde zich langzaam. Priëne was zelf geen machtsfactor meer, maar veeleer een twistappel tussen andere strijdende partijen. Bij de Koningsvrede in 387 v.Chr kwam Priëne weer onder het Perzische rijk.
In het midden van de vierde eeuw werd Priëne verplaatst naar de zuidhelling van het Mykalegebergte. Deze maatregel werd waarschijnlijk door de Karische heerser Maussollos of de Atheners genomen. Ondanks het feit dat de stad op een berghelling werd gebouwd, werd toch gekozen voor een rechthoekig stratenpatroon, verdeeld in even grote insulae. Op deze insulae werden uniforme woningen gebouwd. Het meest in het oog springende gebouw was de tempel van Athene, ontworpen door de architect Pytheos. 
In een van de anten van die tempel is een inschrift voor Alexander de Grote gebeiteld, die zich tijdens zijn veroveringstocht in 334 v.Chr. in Ionië bevond. Priëne behield zoals de andere Klein-Aziatische stadstaten een bepaalde mate van autonomie en had een democratische grondwet. De stad werd met diverse marmeren gebouwen verrijkt. Talrijke inschriften getuigen van de invloed van een beperkt aantal families. Priëne kwam na de dood van Alexander de Grote onder het bewind van de Seleuciden en na 246 v.Chr. onder de Ptolemaeën.